# Maria de Navarra
Maria de Évreux (1327, 1329 ou 1330 — Valência, 29 de abril de 1347) foi uma infanta de Navarra e rainha consorte de Aragão. Ela era filha da rainha Joana II de Navarra e de seu consorte, Filipe III.

## Biografia
Em 6 de janeiro de 1337 foi prometida em casamento ao rei Pedro IV de Aragão, com quem casou em Alagón, em 23 de julho do ano seguinte. Desta união, nasceram quatro filhos:
- Constança (1340 - julho de 1363), casada com Frederico II da Sicília;
- Joana (7 de novembro de 1344 - 1385), casada com João, conde de Ampúrias;
- Maria (1345/1346 - 3 de junho de 1348);
- Pedro (nascido e morto em 28 de abril de 1347).

Maria morreu durante o parto de seu filho, em Valência, onde seu corpo foi enterrado na Igreja de San Vicente de la Roqueta, e depois transferido para o mosteiro de Poblet.